# Füzessy Tibor
Füzessy Tibor (Sashalom, 1928. szeptember 14. – Budapest, VII. kerület, 2023. május 30.) magyar politikus (KDNP), frakcióvezető, a KDNP alelnöke, tárca nélküli miniszter.

## Életpályája
Alkalmazotti családban született, szülei egyetlen gyermekeként. Édesapja, Füzessy Sándor (1893–1945) gimnáziumi érettségije után tisztviselőként dolgozott, majd a Magyar Államvasutak intézője volt. Édesanyja, Poszpech Jolán (1895–1977) kereskedelmi középiskolát végzett, tisztviselő, majd a Magyar Posta főellenőre lett. Sashalomban járt általános iskolába, majd a gödöllői Premontrei Gimnáziumban érettségizett, ezután teológiai, majd jogi tanulmányokat folytatott. 1950-ben szerzett jogi diplomát. 
1951–1953 között bírósági fogalmazó volt a Székesfehérvári Megyei Bíróságon, majd Komlón a szénbányákban pénzügyi és jogi munkakörökben dolgozott. 1962-től a Fővárosi Főügyészség, majd 1968-tól a Legfőbb Ügyészség munkatársa lett.
1989 márciusban a Kereszténydemokrata Néppárt alapító tagjaként beválasztották a párt szervező bizottságába. A KDNP-t képviselte 1989 júniusától az Ellenzéki Kerekasztal tárgyalásain és a háromoldalú politikai egyeztető tárgyalásokon. 1989. szeptember 30. és 1990. május 28. között ő volt a KDNP alelnöke. 
A KDNP 1995. január 29-i nagyválasztmányi ülésén a párt ügyvezető elnökévé választották. Az 1990. évi országgyűlési választásokon a KDNP országos listájáról szerzett mandátumot. 1990. május 3. és 1990. szeptember 10. között az Országgyűlés költségvetési, adó- és pénzügyi állandó bizottsága, 1990. szeptember 10-től 1992 júniusáig az alkotmányügyi, törvény-előkészítő és igazságügyi állandó bizottság tagja volt. 1992. június 18-ig a KDNP parlamenti képviselőcsoportjának vezetője volt.  
1992. június 18-tól az Antall-kormányban tárca nélküli miniszterként a kormány tagjaként dolgozott; feladata a polgári titkosszolgálatok felügyelete, valamint a kormány és a törvényhozás munkájának koordinálása volt. 1994. tavaszán a KDNP kampánytanácsát vezette. Az Országgyűlésbe a KDNP országos listájának harmadik helyéről jutott be. Az Országgyűlés nemzetbiztonsági állandó bizottságában dolgozott. 1995. február 19-ig a KDNP-frakció vezetője volt. Lemondása után a jogi és önkormányzati munkacsoportban tevékenykedett. Miután az MDF frakciója kettészakadt, az Országgyűlés egyik alelnöke lett 1996. április 16-ától. 

## Családja
Nős. Felesége Vermes Kornélia bányásztechnikus, aki a Bányászati Aknamélyítő Vállalat osztályvezető-helyetteseként ment nyugdíjba.

## Külső hivatkozások
- Bölöny, József – Hubai, László: Magyarország kormányai 1848–2004 [Cabinets of Hungary 1848–2004], Akadémiai Kiadó, Budapest, 2004 (5. kiadás)